# 濱田陽
濱田 陽（はまだ よう、1968年11月 - ）は、日本の人文学者、帝京大学文学部日本文化学科教授。
専門は比較宗教文化、日本文化研究、文明論。
自然とともにある日本と世界の宗教文化伝統を尊び、近代文明がはらむ困難を乗り越えようとする立場から幅広い対象・領域を研究。
コモンズ論を応用して共有性、共有宗教文化、共有文明を論じている。

## 略歴
- 1988年大阪府立三国丘高校卒
- 1995年 京都大学法学部卒
- 1997年 京都大学大学院人間・環境学研究科修士課程修了、2002年博士課程研究指導認定退学
- 2001年〜2002年 マギル大学宗教学部客員研究員
- 2002年〜2004年 国際日本文化研究センター講師（文明研究プロジェクト・日本文明研究担当）
- 2003年 京都大学博士（人間・環境学）　論文「諸宗教・無宗教の共存 : インターレリジアス・エクスピアリアンスの仮説」[1]。
- 2004年 帝京大学短期大学専任講師, 2007年 帝京大学文学部日本文化学科専任講師、2008年 同准教授、2019年 同教授

## 著作

### 単著
- 『共存の哲学−複数宗教からの思考形式』弘文堂、2005年
- 『日本十二支考ー文化の時空を生きる』中央公論新社〈中公叢書〉、2017年
- 『生なる死ーよみがえる生命と文化の時空』ぷねうま舎、2021年
- 『生なるコモンズ - 共有可能性の世界』春秋社、2022年

### 共著・論文寄稿等
- 『環境と文明』山折哲雄(編) NTT出版、2005年
- 『現代世界と宗教の課題−宗教間対話と公共哲学』（星川啓慈・山脇直司・山梨有希子・斉藤謙次・田丸徳善・濱田陽）蒼天社出版、2005年
- 『난초-한중일문화코드읽기 비교문화상징사전(蘭草-韓中日文化コードを読む　比較文化象徴事典)』（李御寧(編)  종이나라、2006年
- 『東アジアの終戦記念日』佐藤卓己・孫安石(編) 山川出版社、2007年
- 『資料で読む世界の8月15日』佐藤卓己・孫安石(編) ちくま新書、2008年
- 『宗教多元主義を学ぶ人のために』（間瀬啓允(編) 世界思想社、2008年
- 『A New Japan for the 21st Century : An Inside Overview of Current Fundamental Changes and Problems (Routledge Contemporary Japan Series)』（R.T. Segers）Routledge、2008年
- 『ラーニング・アロン』（佐藤卓己・井上義和 (編) 新曜社、2008年
- 『日中文化の交差点』王敏(編) 三和書房、2008年
- 『博覧の世紀』（福間良明・難波功士・谷本奈穂(編) 梓出版社、2009年
- 『社会貢献する宗教』稲場圭信・櫻井義秀(編) 世界思想社、2009年
- 『賀川豊彦献身100年記念事業の軌跡　Think kagawa　共に生きる』松沢資料館発行　家の光協会　2010年
- 『宗教学事典』(星野英紀・島薗進・氣多雅子・池上良正・鶴岡賀雄（編） 丸善, 2010年
- 『문화로 읽는 십이지신 이야기 말(文化で読む十二支神物語 馬)』李御寧(編)　열림원, 2011年
- 『宗教と現代がわかる本 2012』渡邊直樹(編) 平凡社   2012年
- 『アジアの宗教とソーシャル・キャピタル』櫻井義秀・濱田陽 (編)明石書店 2012年
- 『宗教の事典』山折哲雄 監修  川村邦光、市川裕、大塚和夫、奥山直司、山中弘（編集）朝倉書店  2012年
- 『収奪文明から環流文明へ』伊東俊太郎・染谷臣道(編)東海大学出版会  2012年
- 『共存学2 災害後の人と文化　ゆらぐ世界』古沢広祐(編)弘文堂　2014年
- 『共存学3 復興・地域の創生　リスク社会のゆくえ』古沢広祐(編)弘文堂　2015年